# Jan Biegański (zielarz)
Jan Biegański (ur. 1863 w Skępem, zm. 1939) – polski naturalista, prowincjonalny aptekarz oraz popularyzator uprawy ziół. Autor licznych prac z zakresu ziołolecznictwa oraz uprawy ziół.

## Życiorys
Urodził się w 1863 roku w Skępem. Tam też od 1894 roku prowadził aptekę. Surowce zielarskie zbierał zarówno z okolicznego naturalnego środowiska, jak i uprawiał w swoim ogrodzie. Wykorzystywał je potem w celach leczniczych, tym samym badając ich skuteczność. 
W 1900 roku z jego inicjatywy powstało Towarzystwo Kredytowe w Skępem, które było zalążkiem przyszłego banku spółdzielczego. Zmarł w 1939 roku. Po śmierci uznany za pioniera zielarstwa w Polsce.

## Publikacje
- Rośliny lekarskie i ich uprawa (1894)
- Zioła apteczne. Treściwy opis hodowli (1904)
- Ogródek lekarski przy szkole (1922)
- Zielarz. Podręcznik dla zbierających zioła (1932)
- Ziołolecznictwo (1939)